# Baptiste Geiler
Baptiste Geiler (ur. 12 marca 1987 w Montpellier) – francuski siatkarz, reprezentant kraju. W 2009 znalazł się w kadrze narodowej, która zdobyła wicemistrzostwo Europy. Jego brat Loïc, również jest siatkarzem. 

## Przebieg kariery
| Lata                      | Klub                        |
| ------------------------- | --------------------------- |
| 2004–2007                 | CVNB                        |
| 2007–2009                 | Montpellier UC              |
| 2009–2013                 | Arago de Sète               |
| 2013–2016                 | VfB Friedrichshafen         |
| 2016–2017                 | Tonno Callipo Vibo Valentia |
| 2017                      | El Jaish                    |
| 2017–2018                 | Stade Poitevin Poitiers     |
| 2018–2019                 | Chaumont VB 52              |
| 2020–2022 (od 06.01.2020) | Arago de Sète               |
| 2022–                     | Cambrai Volley              |

## Sukcesy klubowe
Liga francuska:
- 2019
- 2010, 2011, 2012, 2013

Puchar Niemiec:
- 2014, 2015

Liga niemiecka:
- 2015
- 2014, 2016

## Sukcesy reprezentacyjne
Mistrzostwa Europy:
- 2009

Igrzyska Śródziemnomorskie:
- 2013

## Nagrody indywidualne
- 2013: Najlepszy przyjmujący ligi francuskiej w sezonie 2012/2013